# Bashy
Bashy, pseudonimo di Ashley Thomas (Hammersmith, 4 febbraio 1985), è un musicista e attore britannico.

## Biografia
Dopo aver esordito nel 2009 con l’album Catch Me If You Can, intraprende la carriera da attore, recitando in 7 pellicole cinematografiche e nel cortometraggio premiato con l’Oscar Skin.
Prende parte a serie di successo come The Night Of e 24: Legacy, per poi ottenere il ruolo principale nella serie Amazon Loro.

## Discografia

### Album in studio
- 2009 – Catch Me If You Can
- 2024 – Being Poor Is Expensive

## Filmografia

### Cinema
- Shank, regia di Mo Ali (2010)
- 4.3.2.1., regia di Noel Clarke e Mark Davis (2010)
- The Veteran, regia di Matthew Hope (2011)
- London Zombies (Cockneys vs Zombies), regia di Matthias Hoene (2012)
- My Brother the Devil, regia di Sally El Hosaini (2012)
- 100 Streets, regia di Jim O'Hanlon (2016)
- Brotherhood, regia di Noel Clarke (2016)
- Skin, regia di Guy Nattiv (2018)

### Televisione
- Black Mirror – serie TV, episodio 1x02 (2011)
- The Interceptor – miniserie TV, 1 puntata (2013)
- Top Boy – serie TV, 7 episodi (2013-2019)
- Beowulf: Return to the Shieldlands – serie TV, 5 episodi (2016)
- The Night Of - Cos'è successo quella notte? (The Night Of), regia di Steven Zaillian e James Marsh – miniserie TV, 2 puntate (2016)
- 24: Legacy – serie TV, 10 episodi (2016-2017)
- The Good Fight – serie TV, episodio 2x04 (2018)
- Ice – serie TV, 5 episodi (2018)
- Salvation – serie TV, 10 episodi (2018)
- Loro (Them) – serie TV, 9 episodi (2021)
- Harry Palmer - Il caso Ipcress (The Ipcress File), regia di James Watkins – miniserie TV, 6 puntate (2022)
- Grandi speranze (Great Expectations), regia di Brady Hood e Samira Radsi – miniserie TV, 5 puntate (2023)
- Black Cake – serie TV, 8 episodi (2023)
- The Serpent Queen – serie TV, 6 episodi (2024)
- Hostage, regia di Isabelle Sieb e Amy Neil – miniserie TV (2025)

## Doppiatori italiani
Nelle versioni in italiano delle opere in cui ha recitato, Ashley Thomas è stato doppiato da:
- Roberto Draghetti in Black Mirror
- Lorenzo Scattorin in London Zombies
- Nanni Baldini in Top Boy
- Andrea Lopez in Loro
- David Chevalier in The Night Of - Cos'è successo quella notte?
- Riccardo Scarafoni in Harry Palmer - Il caso Ipcress
- Andrea Mete in Grandi speranze
- Marco Bassetti in The Serpent Queen